# Амазонски черен ревач
Амазонският черен ревач (Alouatta nigerrima) е вид бозайник от семейство Паякообразни маймуни (Atelidae).

## Разпространение и местообитание
Разпространен е в Бразилия.